# Liste der Naturdenkmale in Gundheim
Die Liste der Naturdenkmale in Gundheim nennt die im Gemeindegebiet von Gundheim ausgewiesenen Naturdenkmale (Stand 29. Februar 2024).

## Ehemalige Naturdenkmale
| Nr.         | Bezeichnung                            | Lage                             | Beschreibung                                                    | Bild                                    |
| ----------- | -------------------------------------- | -------------------------------- | --------------------------------------------------------------- | --------------------------------------- |
| ND-7331-414 | Kastanien am Brunnen                   | Schloßgasse, bei Nr. 25 (?) Lage | Aesculus hippocastanum; Rechtsverordnung aufgehoben             | Direkt Bild zu diesem Denkmal hochladen |
| ND-7331-435 | Vier Kastanien in der Sonnenbergstraße | Sonnenbergstraße Lage            | Aesculus hippocastanum, vier Bäume; Rechtsverordnung aufgehoben | Direkt Bild zu diesem Denkmal hochladen |